# 邵仲衡
邵仲衡（英語：David Siu Chung Hang，1964年2月24日—），香港男演員及商人，曾為無綫電視及亞洲電視旗下藝人，1992年於電視劇《大時代》裡飾演「丁孝蟹」一角最為人熟悉。他在2000年代初一度淡出演藝圈，至2012年往後逐漸回歸幕前至今。

## 背景

### 早年生活
邵仲衡的父母於其八歲時仳離，所以作為獨子的他自小便與母親同住，寄居外婆外公住處。他有一名同母異父的弟弟，早年居住在新界葵涌新區八座（讀小學前的住所）和香港島灣仔大佛口聖佛蘭士街（外祖父母家），畢業於惠州幼稚園、聖瑪加利書院小學部及天主教喇沙會張振興伉儷書院（中一至中三）。求學階段的中文與英文作文成績優異，卻拙於數學科。初中畢業後到美國三藩市升學，高中（Grade 11）畢業即因父母離異而再回港入讀香港理工學院，為時四年。1983年完成香港理工學院室內設計文學士課程，不久協助時任文化署新界博物館館長曾柱昭設計上窰民俗文物館、三棟屋博物館、香港鐵路博物館等項目，為期半年。便經營與友人合資的廣告設計公司。同期因生意上了軌道，加上覺得政治學學位比較了矜貴，遂到美國加利福尼亞大學柏克萊分校修讀政治學碩士。

### 演藝發展
他畢業未幾即加入高文安的跨國公司「高文安設計有限公司」，協助時任香港大學建築系講師劉秀成設計內地私人會所建築，再經朋友介紹任廣告模特兒。1987年兼職拍攝廣告時獲任職模特兒的女友邱淑貞提名參加無綫電視舉辦的超級新星競選，最終與王雪珊合作奪得「最佳配搭獎」。緊接其後再參加「銀河十星接力賽」。獲得冠軍後，進入演藝圈，並入讀1987年第十四期報讀無綫電視藝員訓練班。當年無綫計劃是力捧五男五女作銀河十星，人選包括：崔嘉寶、林穎嫻、邱淑貞、吳詠虹、李婉華、李中寧、馮耀宗、邵仲衡、郭富城、李耀敬。邵入行以來的首部作品是梅小青監製的《人海綠皮書》。在拍攝古裝戲《大地飛鷹》時，電視台高層指定邵仲衡擔當主角「班察巴那」。1980年代末擔任過電影美術指導工作，另外為陳百強和張國榮的演唱會作舞台設計。
在無綫的日子，邵仲衡不俗的外貌受到不少監製的青睞，參演了許多劇集。短短五年裡，陸續拍攝了《旭日背後》《家有福山》、《大地飛鷹》、《夢斷銀城》、《大時代》、《黃埔傾情》、《大都會》、《串燒冤家》、《傲劍春秋》、《燃燒歲月》、《水滸英雄傳》、《阿德也瘋狂》等二十多部劇集。在1992年台慶劇《大時代》中由其飾演的「丁孝蟹」是主要人物之一，給人留下了深刻的印象。自此之後他的演藝事業沒有多大起色，不過在無綫組織的觀眾投票的“100大熱門人物”中，他也憑藉這一角色而能夠榜上有名。及後在《天倫》中飾演「宋文俊」一角令邵仲衡在台灣名氣大增，台灣電視台因此邀他參演文藝長劇《天長地久》。而在香港三級片風行的時期，他參演過《不扣紐的女孩》。1994年，邵仲衡在《黃浦傾情》中飾演反派角色「龍五」，同樣給觀眾留下深刻印象。同年他和香港電台合作拍攝了重頭史詩式劇《香江歲月》。另一方面約滿離開無綫電視。原因出於電視台一方不滿意簽部頭合約的他不太聽話，事緣有一次幕後人員派漏通告，以致他失場，令電視台高層認為他不合作。
後來，他赴新加坡、台灣兩地拍攝電視劇，也曾簽約亞洲電視，出演《新包青天》、《等著你回來》等劇。此後，在亞視與廣東電視台合拍的劇集《丐王》中擔綱主演。除了演戲外，邵仲衡還當過模特兒和節目主持。又投身商海及參與越野車賽事。至2001年由於感覺到東南亞的影視市場轉差，而且少人找他接洽工作，他選擇離開影視圈；全職於九龍灣、大角咀及中國內地（早於2008年前已經將大本營遷往內地華東地區，同時期以中介人身份舉辦方程式賽車活動。）經營自1995年開設的越野車改裝店「越野貨倉」。期間在新城電台主持過廣播節目，討論汽車話題。2012年，邵仲衡對生意不再感興趣，於是將其生意轉讓給伙計接手。自己則復出和翁虹接拍港台劇集《沒有牆的世界III》。
2015年4月，無綫於深夜重播經典劇集《大時代》，不但劇集成爲焦點，飾演劇中第二男主角「丁孝蟹」，令已淡出影視圈多時的邵仲衡亦成爲傳媒的追訪對象。其中無論他的樣貌身形等都與麥長青相提並論，實則二人雖然在同一比賽中出道兼為藝員訓練班同學，直至2015年前未曾合作過。自2015年，邵仲衡再度活躍幕前演出至今，包括參演導演葉念琛電影《紀念日》、香港電台劇集《獅子山下2015》、舞台劇《火鳳燎原》、又客串演出歌手迪子的MV《舌尖有毒》以及接拍一系列商品廣告。之後亦參演多部ViuTV的劇集，如《詭探》、《暖男爸爸》等。

## 個人生活
邵仲衡目前已婚，妻子Wendy是任職地產界的圈外人，育有兩子；在英國出生及讀書。他在2015年接受《蘋果日報》訪問，被問到有傳當年曾追求郭藹明。邵仲衡極力否認曾追求過郭藹明，又指各人現早已有自己家庭，當年的傳聞只當作舊聞逸事。。此外，邵仲衡曾於1980年代至2000年代與邱淑貞和劉美娟拍拖。

## 演出作品
*以下列表只記錄邵仲衡演出過的劇集作品，若有遺漏，請協助補充相關資料。

### 電視劇（無綫電視）
| 首播   | 名稱       | 角色          | 備註               |
| 1986年 | 城市故事   | 何公子        |                    |
| 1987年 | 書劍恩仇錄 | 阿里          |                    |
| 1987年 | 人海綠皮書 |               |                    |
| 1988年 | 誓不低頭   | 唐彼得        |                    |
| 1988年 | 飛躍霓裳   | 方浩明        |                    |
| 1988年 | 大都會     | 凌家明        |                    |
| 1988年 | 阿德也瘋狂 | 鄭二          |                    |
| 1989年 | 無冕急先鋒 | 侯萬雲        |                    |
| 1989年 | 相愛又如何 | 郭立秋        |                    |
| 1989年 | 串燒冤家   | 方堅庭        |                    |
| 1989年 | 黃土恩情   | 龍真彥        | 於1991年播映       |
| 1989年 | 未婚爸爸   | 丁大地        | 於1991年播映       |
| 1990年 | 優皮幹探   | 高文彪        |                    |
| 1990年 | 燃燒歲月   | 玉鴻鵠/玉鴻漸 |                    |
| 1990年 | 傲劍春秋   | 信陵君        |                    |
| 1990年 | 螳螂小子   | 蔡鍔          | 於1994年播映       |
| 1991年 | 情陷特區   | 丁志威        |                    |
| 1992年 | 大時代     | 丁孝蟹        |                    |
| 1992年 | 大地飛鷹   | 班察巴那      |                    |
| 1992年 | 大賭場     | 楊立標        |                    |
| 1992年 | 極度空靈   | 李俊生        | 單元《快樂的癲雞》 |
| 1992年 | 摩登小男人 | 大勇          | 單元《寶島美人》   |
| 1993年 | 天倫       | 宋文俊        |                    |
| 1994年 | 黃浦傾情   | 龙五          |                    |

### 電視劇（亞洲電視）
| 首播   | 名稱             | 角色        | 備註 |
| 1995年 | 包青天之再世情仇 | 沈明陽/骆生 |      |
| 1996年 | 丐王             | 秦起風      |      |
| 1997年 | 等著你回來       | 麥漢龍      |      |
| 2007年 | 激流青春         | 邵哥        |      |

### 電視劇（ViuTV）
| 首播   | 名稱         | 角色     | 備註     |
| 2016年 | 三一如三     | 王志拔   | 第5至6集 |
| 2016年 | 瑪嘉烈與大衛 | 大衛     |          |
| 2017年 | 詭探         | 司馬至全 |          |
| 2019年 | 假設性無罪   | Edwin    | 特別演出 |
| 2020年 | 暖男爸爸     | 金博雅   |          |
| 2021年 | 太平紋身店   | 阿孝     |          |

### 電視劇（香港電台電視部）
- 1994年：香江歲月 飾 堯正方
- 1994年：獅子山下 飾 張超明（單元《九七同學會》）
- 1996年：三思而後行
- 1998年：突然失禁
- 2003年：執法群英 飾 邵Sir（單元《敵對邊緣》）
- 2012年：沒有牆的世界III 飾 敏丈夫（單元《黑白灰》）
- 2015年：證義搜查線III 飾 Ryan（單元《超級偶像》）
- 2015年：獅子山下2015 飾 阿蘇（單元《圍城》）
- 2016年：有倉出租 飾 朱育榮（特別演出）
- 2017年：忘憂理髮店 飾 髮型師 奇哥

### 電視劇（其他）
- 2019年：心冤（福斯傳媒集團）
- 2020年：星期日早上（蘋果動新聞）

### 電視電影
- 1988年：奪命情人 飾 龍
- 1991年：熱浪迷情
- 1994年：華探長

### 電影
- 1993年：危情 飾 John
- 1993年：衰鬼情未了
- 1993年：一屋哨牙鬼 飾 Johnny
- 1994年：人善被人欺 飾 Bill
- 1994年：我愛法拉利 飾 Sam
- 1994年：不扣鈕的女孩 飾 龐光炎
- 1995年：城市炸彈 飾 楊家駒
- 2014年：點對點 飾 表哥
- 2014年：咫尺情仇 飾 阿森
- 2015年：紀念日 飾 靚寶哥
- 2018年：逆向誘拐 飾 唐輔
- 2018年：蝕日風暴 飾 洪磊
- 2019年：母夜叉 飾 崔元發
- 2020年：大阪故事2020（カム・アンド・ゴー） 飾
- 2021年：暗殺風暴 飾 薜大林
- 2021年：梅艷芳 飾 郭老闆
- 2022年：正義迴廊 飾 沙塵釗
- 2023年：全個世界都有電話 飾 網上騙徒（客串）

### 舞台劇
- 1991年：吾妻正斗[註 4]
- 2016年：火鳳燎原之亂世英雄 飾 呂布[27]
- 2019年：公路死亡事件 飾 陌生背包客
- 2023年：晚安 sweet dreams 飾 Ronald

### 節目主持（無綫電視）
- 1987年：一九八七年度香港小姐競選前奏（與郭晉安）[28]
- 1990年：寰宇風情（邁亞密特輯）

### 節目嘉賓
- 2015年：娛樂審死官（nowTV）
- 2015年：我愛煮食男（第9集；有線電視）

### 音樂錄像
- 2016年：迪子 - 舌尖有毒[29]

## 廣告
- 約1986年：雀巢咖啡[註 1]
- 1990年：Australian休閒鞋
- 2015年：港股策略王
- 2015年：古漢養生精
- 2015年：百老匯
- 2017年：康業信貸快遞
- 2017年：信調查偵探社
- 2017年：三國誌手機版
- 2020年：香港家豬